# Věra Jourová
Věra Jourová (wym. [ˈvjɛra 'jou̯rovaː]; ur. 18 sierpnia 1964 w Třebíču) – czeska prawniczka, polityk i przedsiębiorca, posłanka, w 2014 minister rozwoju regionalnego, od 2014 do 2024 członkini Komisji Europejskiej, w latach 2019–2024 jej wiceprzewodnicząca.

## Życiorys
W drugiej połowie lat 80. urodziła dwoje dzieci. W 1991 ukończyła studia filozoficzne na Uniwersytecie Karola w Pradze, a w 2012 na tej samej uczelni uzyskała magisterium z zakresu prawa. W latach 90. pracowała jako zastępczyni dyrektora miejskiego ośrodka kultury, a od 1995 jako sekretarz i rzecznik prasowy w urzędzie miasta rodzinnej miejscowości. Prowadziła następnie własną działalność gospodarczą w zakresie konsultingu, a w latach 2001–2003 była urzędniczką administracji regionalnej kraju Wysoczyna. Przez jedną kadencję zasiadała w radzie miejskiej Třebíčy, należała w tym czasie do Czeskiej Partii Socjaldemokratycznej. W latach 2003–2006 była zatrudniona w Ministerstwie Rozwoju Regionalnego, w tym od 2004 na stanowisku wiceministra.
W 2006 przedstawiono jej zarzuty korupcyjne, przez okres około miesiąca była tymczasowo aresztowana. Śledztwo nie potwierdziło zarzutów i zostało w 2008 umorzone. Věra Jourová wystąpiła o odszkodowanie za niezasadne tymczasowe aresztowanie – praski sąd okręgowy w 2014 nieprawomocnie przyznał jej 2,7 miliona koron czeskich, część jej roszczeń uznano za przedawnione.
Po odejściu z administracji rządowej zajęła się prowadzeniem firmy konsultingowej. Przez kilka lat była członkiem Europejskiej Partii Demokratycznej. Dołączyła do ugrupowania ANO 2011, które założył Andrej Babiš. W 2013 została pierwszą wiceprzewodniczącą tej partii. W tym samym roku została wybrana do Izby Poselskiej. 29 stycznia 2014 objęła stanowisko ministra rozwoju regionalnego w koalicyjnym rządzie Bohuslava Sobotki. Odeszła z rządu 3 października tego samego roku w związku z planowaną nominacją do Komisji Europejskiej.
Uzyskała następnie nominację (od 1 listopada 2014) na komisarza ds. sprawiedliwości, spraw konsumenckich i równości płci w Komisji Europejskiej, na czele której stanął Jean-Claude Juncker. W 2019 weszła w skład Komisji Europejskiej kierowanej przez Ursulę von der Leyen (z kadencją od 1 grudnia tegoż roku) jako wiceprzewodnicząca odpowiedzialna za wartości i przejrzystość. W czasie sprawowania funkcji w Komisji Europejskiej kwestionowała zmiany ustrojowe w Polsce i na Węgrzech, które oceniała jako naruszające reguły państwa prawa. Krytykowała m.in. działania władz tych państw w okresie pandemii COVID-19, zmiany w wymiarze sprawiedliwości w Polsce i sytuację mediów na Węgrzech. Opowiedziała się za silniejszym powiązaniem funduszy europejskich z respektowaniem reguł praworządności. Premier Węgier Viktor Orbán w 2020 publicznie domagał się jej dymisji, uznając krytykę z jej strony za obraźliwą. W 2021 optowała za wdrożeniem procedury nałożenia na Polskę kar finansowych za niewykonywanie orzeczenia Trybunału Sprawiedliwości Unii Europejskiej dotyczącego Izby Dyscyplinarnej Sądu Najwyższego. Funkcje w KE sprawowała do końca kadencji w 2024.

## Odznaczenia
- Order Gwiazdy Rumunii II klasy (Rumunia, 2025)[14]